# Bee (Oklahoma)
Bee est une census-designated place du comté de Johnston, dans l'État d'Oklahoma, aux États-Unis,. En 2020, elle compte une population de 135 habitants.